# Brian Setzer
Brian Setzer, född 10 april 1959 i Massapequa, Long Island, New York, är en amerikansk sångare och gitarrist  som var frontfigur i rockabillybandet Stray Cats. Därefter har han varit soloartist och småningom ledare för storbandet Brian Setzer Orchestra.
Setzer spelade Eddie Cochran i filmen La Bamba från 1987.

## Diskografi
Soloalbum
- 1986 – The Knife Feels Like Justice
- 1988 – Live Nude Guitars
- 1998 – Rockin' by Myself
- 2001 – Ignition!
- 2003 – Nitro Burnin' Funny Daddy
- 2005 – Rockabilly Riot, Vol. 1: A Tribute to Sun Records
- 2006 – 13
- 2007 – Red Hot & Live!
- 2012 – Rockabilly Riot! Live from the Planet
- 2014 – Rockabilly Riot! All Original
- 2016 – Brian Setzer's Rockabilly Riot! Osaka Rocka! Live In Japan 2016